# Umm el-Qaab
Umm el-Qaab of Umm el-Qa'ab is een plaats in Egypte en tevens necropolis. Het ligt naast de (tempel)stad Abydos, welke niet ver van Thinis, de nog niet exact gelokaliseerde eerste hoofdstad van het Oude Egypte lag.

## Naamgeving
De naam Umm el-Qaab is vertaald uit het Arabisch: 'Moeder der potten'. Deze naam slaat op de gebroken potten die er liggen op hopen. Ze zijn achtergelaten door pelgrims en priesters van de god Osiris.
De Oud-Egyptische naam van de plek was Oepeker (w-pkr > w-pk(y) > Koptisch: oepoke) of Ra-peker (ra-pkr) vertaald als "Het district van de peker-boom". Peker was een tot nu toe ongeïdentificeerde aromatische stof geliefd bij de Egyptenaren.

## De archeologische site

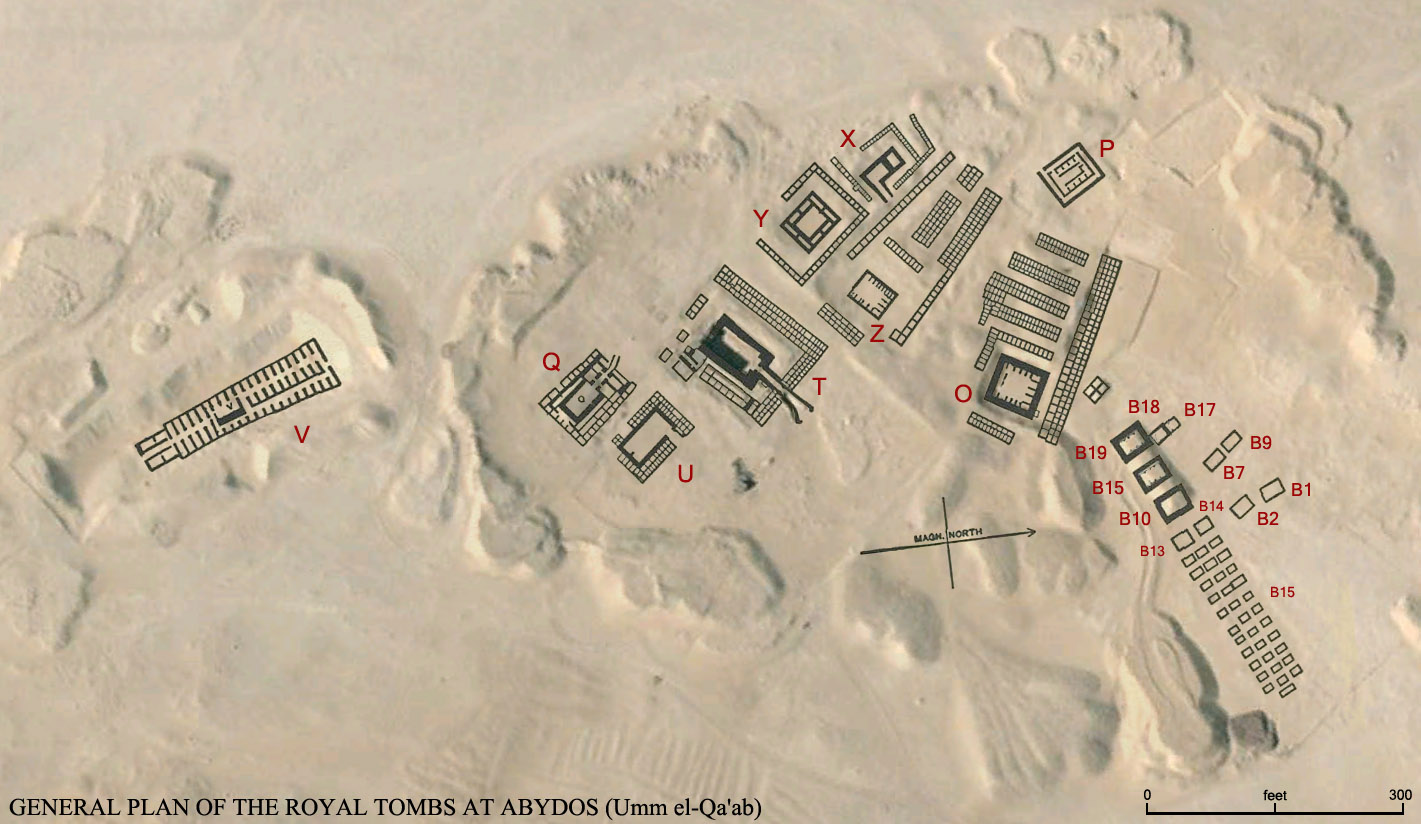
Plattegrond met aanduiding van de tombes.

De site ligt naast Abydos, tegenwoordig Kom el-Sultan, een tempelstad gericht aan de god Chentiamentioe en vanaf het Middenrijk: Osiris. Vlak bij de site ligt nog een andere belangrijke archeologische plek: Shunet ez Zebib.
De plaats is een necropolis van een aantal koningen uit de Egyptische geschiedenis. Het gaat om enkele tombes van lokale heersers uit de Proto-dynastieke Periode, tombes uit de 1e dynastie en enkele tombes uit de 2e dynastie van Egypte, de zogenaamde Thinitische periode. Het gebied is verdeeld in twee stukken: Begraafplaats U en B. Begraafplaats U herbergt de vroegste predynastieke koningen, Begraafplaats B herbergt de latere predynastieke koningen en de eerste dynastieke koningen nadat het rijk één was.
De eerste tombes van U-J tot B19 bestonden uit kleine putten dat kon dienen als voorraadkamer of als graf. De latere graven bestonden uit grotere kamers. De graven, zogenaamde mastabas, bestonden uit stenen gemaakt uit leem.
| Tombe nummering | Heerser                   | Dynastie       |
| --------------- | ------------------------- | -------------- |
| U-J             | Vermoedelijk Schorpioen I | pre-dynastisch |
| B1 en B2        | Hor Iry                   | pre-dynastisch |
| B7, B8 en B9    | Hor Ka                    | pre-dynastisch |
| B17 en B18      | Narmer                    | 1e dynastie    |
| B10, B15, B19   | Hor-Aha                   | 1e dynastie    |
| 0               | Djer                      | 1e dynastie    |
| Z               | Djet                      | 1e dynastie    |
| Y               | Merneith                  | 1e dynastie    |
| T               | Den                       | 1e dynastie    |
| X               | Anedjib                   | 1e dynastie    |
| U               | Semerchet                 | 1e dynastie    |
| Q               | Qaä                       | 1e dynastie    |
| P               | Peribsen                  | 2e dynastie    |
| V               | Chasechemoey              | 2e dynastie    |

### Mensenoffers
Mensenoffers waren een onderdeel van de dodencultus uit de vroege eerste dynastie. Bij de tombe van Djer zijn 338 mensenlichamen aangetroffen, deze hadden als doel om de farao te assisteren bij het leven na de dood. Om onduidelijke redenen eindigde deze traditie al tijdens de eerste dynastie. Kleine beeldjes van mensen of Oesjabti's namen deze rol over.

### Opgravingen
De tombes werden voor het eerst uitgegraven door Émile Amélineau in 1890. In 1889-1901 voerde William Flinders Petrie uitgebreidere opgraven uit. Vervolgens de egyptologen: W. Kayzer en G. Dreyer. Sinds de jaren 70 wordt deze plek opgravingen uitgevoerd door het Deutsches Archäologisches Institut. Er wordt nog steeds onderzoek gedaan in het gebied.

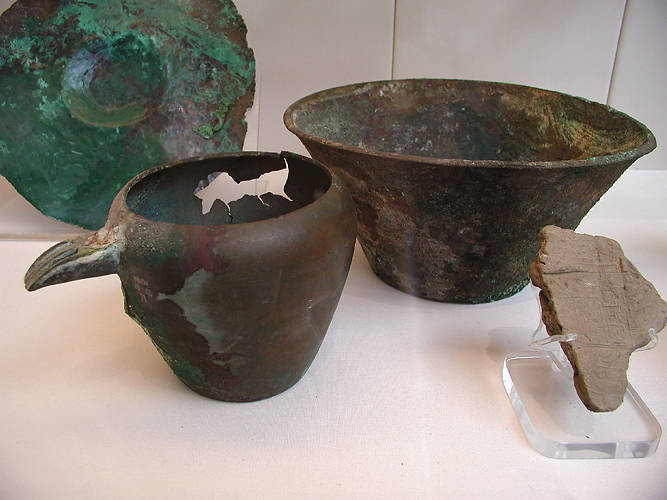
Uit graf van Chasechemoey, bronzen beker
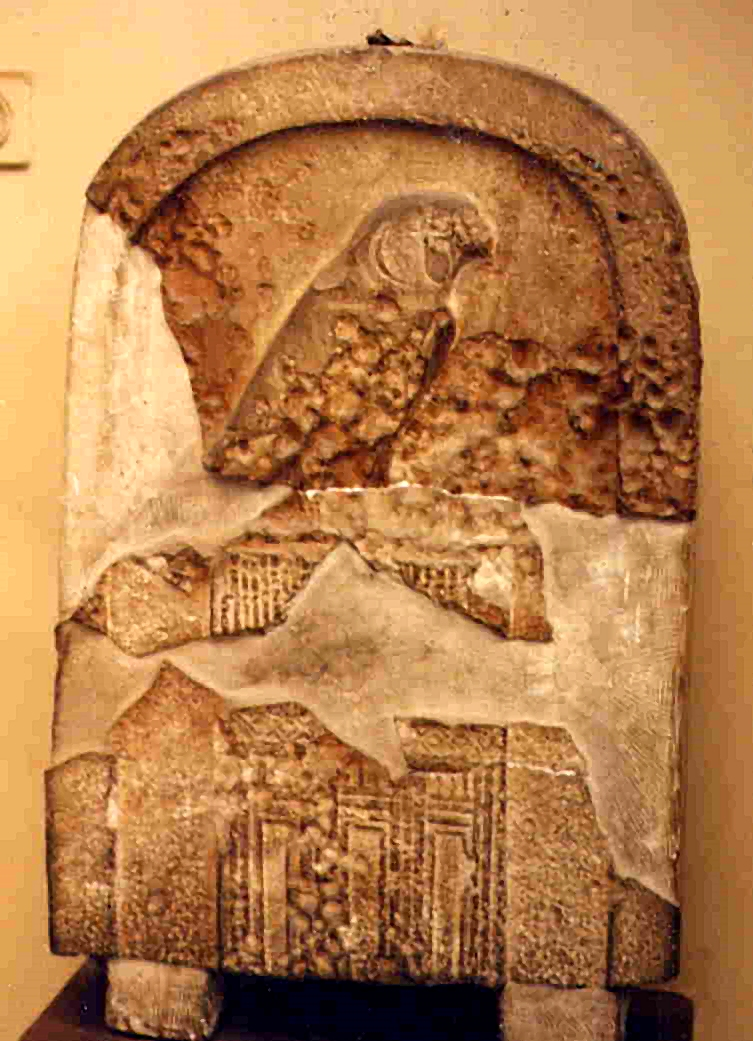
Stele van Djer
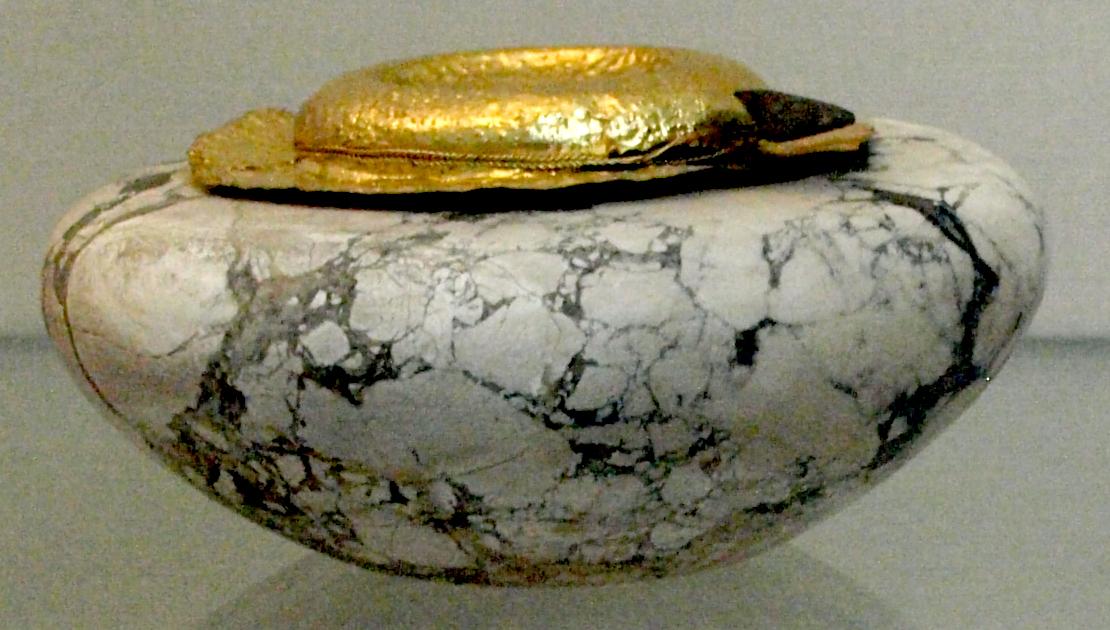
Pot met gouden afsluiting, Chasechemoey.
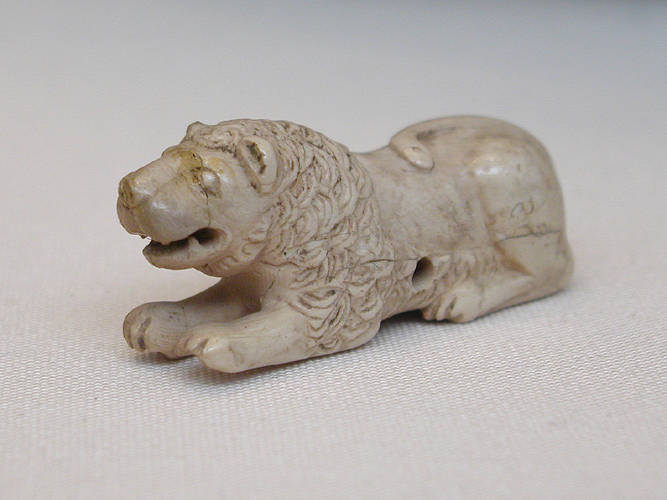
Ivoren leeuw, gemaakt om spelletjes mee te spelen